# 후지카와정 (시즈오카현)
후지카와정(富士川町)은 시즈오카현 이하라군에 설치되었던 정이다. 현재의 후지시에 해당한다.